# Hesperomeles resinosopunctata
Hesperomeles resinosopunctata är en rosväxtart som först beskrevs av Henri François Pittier, och fick sitt nu gällande namn av Henri François Pittier. Hesperomeles resinosopunctata ingår i släktet Hesperomeles och familjen rosväxter. Inga underarter finns listade i Catalogue of Life.